# KV34
KV34 (Kings' Valley 34) è la sigla che identifica una delle tombe della Valle dei Re in Egitto; era la tomba del faraone Thutmosi III (XVIII dinastia).

## Storia

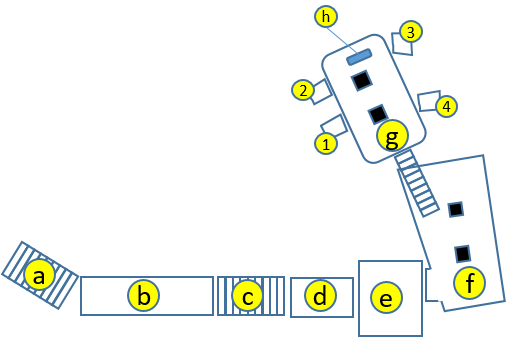
Planimetria schematica di KV34

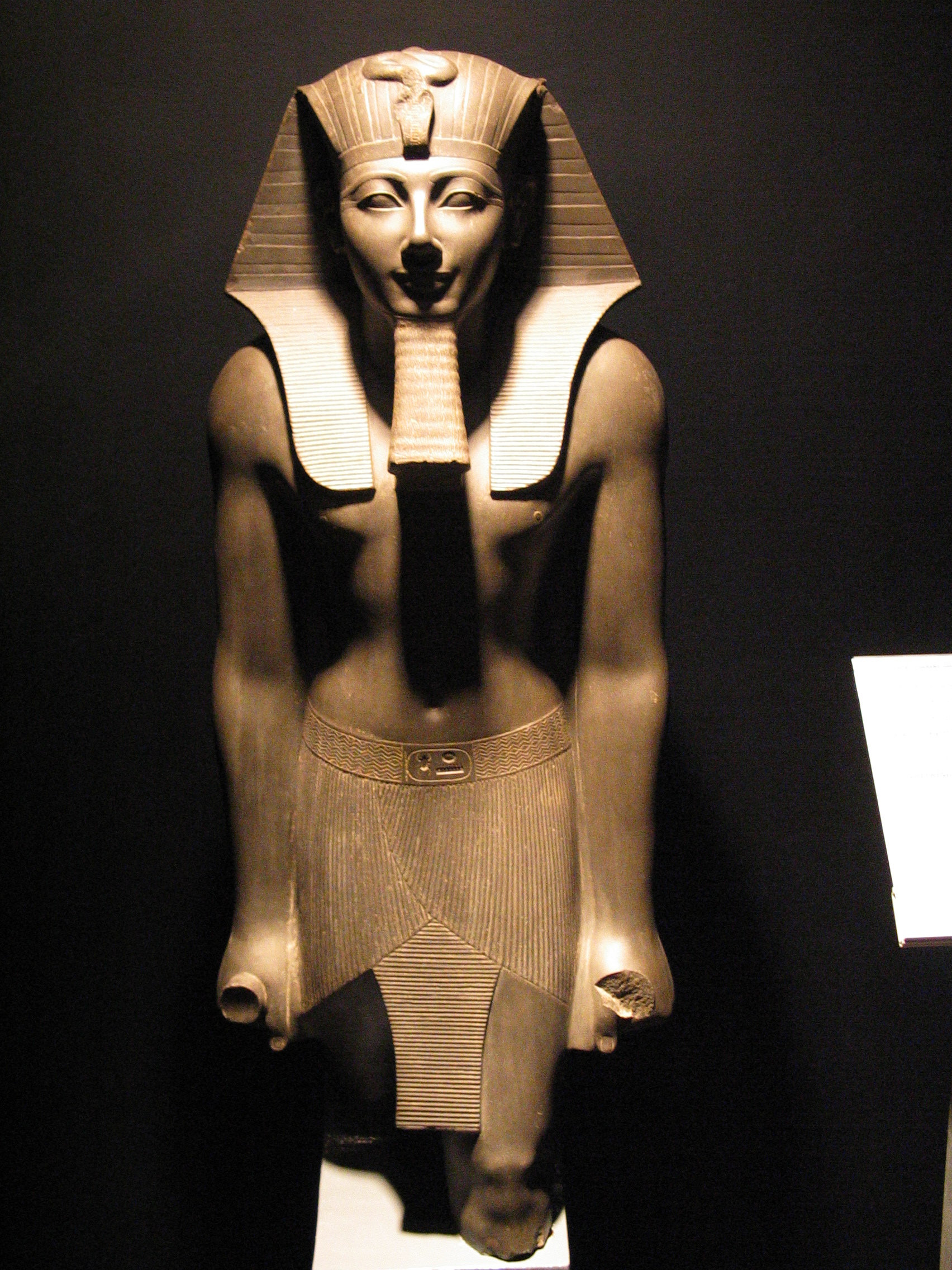
Statua in basalto di Thutmosi III, oggi al Museo di Luxor

Scavata nella ripida parete di una collina, nell’antico letto di una cascata, KV34 fu scoperta, nel 1898, dall’Ispettore alla Valle Hosni (non si hanno ulteriori informazioni anagrafiche), ma la scoperta venne accreditata a Victor Loret, all’epoca direttore del Service des Antiquités, che ne curò le prime operazioni di scavo unitamente a George Daressy. 
Nel 1932 la tomba venne sottoposta a rilievi fotografici a cura di Paul Bucher.

## Architettura

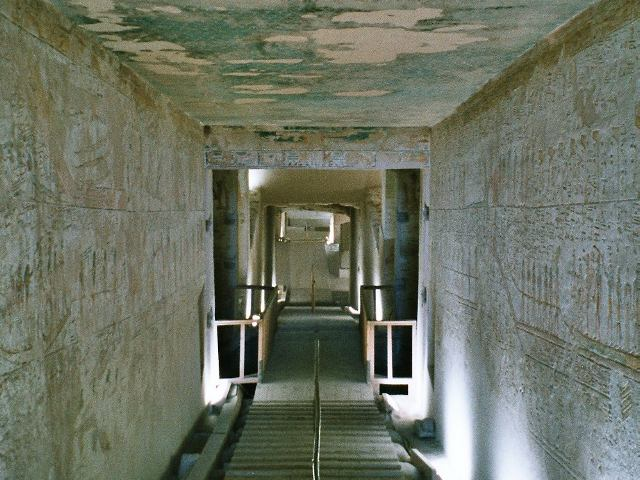
Corridoio di accesso a KV34

Scavata a circa 30 m dal suolo della Valle (tanto che è raggiungibile solo salendo una scala installata in tempi moderni), KV34 presenta la planimetria tipica delle tombe della XVIII dinastia, ad asse spezzato.
A una scala di ingresso (a) (le lettere relative ai vari corridoi e locali fanno riferimento alla planimetria schematica accanto riportata) fa seguito un corridoio in pendenza (b), che dà accesso a una camera, non rifinita e di forma irregolare, attraversata da una scala (c), che porta ad un secondo corridoio in pendenza (d), culminante in un pozzo verticale di circa 5 m x 4, profondo circa 6 m (e), che appare per la prima volta in una tomba, ma che sarà poi ripetuto in altre sepolture della Valle. Oltre il pozzo e da questo separata da una parete costruita dopo la sepoltura, una camera trapezoidale con due pilastri centrali (f) presenta, in un angolo, una scala che dà diretto accesso alla camera funeraria (g), che presenta anch’essa due pilastri centrali e quattro piccoli annessi (1, 2, 3 e 4) destinati a contenere le suppellettili funerarie.
Particolare è la forma della camera funeraria che ha gli angoli arrotondati così da assomigliare ad un cartiglio reale quasi che la presenza del corpo del re sostituisca il vero e proprio nome del re normalmente in esso iscritto.
Studi eseguiti da John Romer, negli ultimi anni del '900, sulle operazioni dell’antico scavo hanno consentito di appurare che KV34 non era ancora ultimata all’atto della morte del re e fu realizzata in nove successive fasi:

### Tabella dei lavori di scavo in KV34
| N.ro | Operazione                                                                     | Note                                                              |
| ---- | ------------------------------------------------------------------------------ | ----------------------------------------------------------------- |
| 1    | scavo della tomba                                                              | non ultimato                                                      |
| 2    | intonacatura delle pareti                                                      | -                                                                 |
| 3    | dipintura dei soffitti e dei fregi                                             | realizzazione frettolosa non ultimata                             |
| 4    | allargamento delle porte per agevolare il passaggio di suppellettili funerarie | -                                                                 |
| 5    | sigillatura della camere laterali alla camera funeraria                        | -                                                                 |
| 6    | funerale                                                                       | -                                                                 |
| 7    | dipintura dei testi nella camera funeraria                                     | distruzione dei dipinti precedenti                                |
| 8    | ri-dipintura di ulteriori fregi oltre quelli già esistenti                     | ripristino delle pitture distrutte con l'allargamento delle porte |
| 9    | chiusura della tomba                                                           | -                                                                 |

## Decorazioni

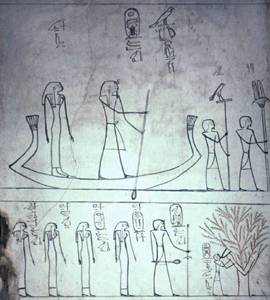
Registro superiore: Thutmosi III conduce una barca sacra insieme alla madre Iside. Registro inferiore, a destra, il re viene allattato da un sicomoro sacro con le sembianze e il nome della madre

I passaggi non sono decorati, ma le altre aree sono intonacate e dipinte per la prima volta nella Valle. Il pozzo verticale (e) presenta fregi kheker alle pareti e soffitto astronomico con stelle gialle su sfondo blu. L’anticamera (f) offre, alle pareti, capitoli dell’Amduat e 765 divinità, ripartite in 741 riquadri, che garantiscono, ogni giorno, la rinascita del sole (un analogo apparato pittorico era stato previsto, ma non realizzato, nella tomba KV35 del successore Amenhotep II).
La camera funeraria (g) presenta, alle pareti, capitoli del Libro dell’Amduat a imitazione di un testo su papiro, con inchiostro nero e rosso su sfondo paglierino per cui lo stile delle immagini e dei geroglifici è il corsivo, o scrittura ieratica, usato dagli scribi. Le parti libere dal testo vennero riempite con scritti in ieratico e figure.
Per la prima volta, inoltre, sette delle otto facce dei due pilastri presenti nella camera funeraria sono decorati con passi delle Litanie di Ra; l’ottava faccia è occupata da una scena unica: il re, seguito dalle regine Meryt-Ra e Satiah, nonché dalle figlie, viene allattato da un albero di sicomoro. Tale albero, tuttavia, era sacro alle dee Hathor e Iside; considerando che il nome della madre del re era, appunto Iset, ovvero Iside, appare chiaro che il riferimento è proprio un omaggio, contemporaneo, alla madre terrestre e a quella celeste.  Tali decorazioni sono realizzate in maniera stilizzata, ma, nonostante la stilizzazione, non appaiono superficiali o affrettate; secondo John Romer, tali dipinti, potevano essere bozzetti su cui poi realizzare dipinti più completi e colorati e, con molta probabilità, vennero realizzati a morte del re già avvenuta quando si dovette procedere a restaurare i danni causati alle pareti durante le fasi di allargamento delle porte per consentire il passaggio più agevole delle suppellettili funerarie (vedi sopra tabella, fase n.ro 4) .
I quattro annessi laterali alla camera funeraria sono privi di decorazioni.

## Ritrovamenti
Nonostante la posizione nascosta, quasi alla fine della Valle dei Re, e la difficoltà di raggiungimento data la considerevole altezza dal piano, KV34 fu oggetto, in antico, di ruberie e di considerevoli danni alle suppellettili funerarie. Pochi e molto danneggiati furono i rinvenimenti di Victor Loret all'atto della scoperta della tomba: piccole statue del re e di divinità in legno, frammenti di modelli di barche, vasellame e ossa di un babbuino e di un toro.
Due degli annessi alla camera funeraria erano sicuramente stati completamente vuotati.
Uno o più depositi di fondazione. vennero trovati da Daressy nel 1898-1899 nei pressi della tomba; altri ne vennero rinvenuti da Howard Carter.
Alcune suppellettili, pertinenti a Thutmosi III e forse provenienti da KV34, vennero rinvenuti nella KV4 di Ramses XI.
John Romer rinvenne, inoltre, alcuni graffiti, che attestavano ispezioni della tomba durante la XX dinastia, a firma dello scriba Amenhotpe, ma non è possibile risalire sotto quale re tale ispezione ebbe luogo.
In uno degli annessi laterali alla camera funeraria vennero rinvenuti resti umani di sepolture intrusive, anch'esse oggetto di furto, risalenti verosimilmente, alla XXVI dinastia. Nello stesso periodo, è noto che il funzionario Hapimen fece realizzare per sé una copia del sarcofago di Thutmosi III; si ipotizza che lo stesso Hapimen possa aver asportato i vasi canopi destinati originariamente al re.
Anche il sarcofago di Thutmosi III, in quarzite rossa a forma di cartiglio, aveva subito danni durante le scorrerie ladresche e, al momento della scoperta, si presentava vuoto mentre il coperchio era stato spezzato e rovesciato. Sulle pareti la rappresentazione, in altorilievo, delle dee protettrici e testi tratti dal Libro dell’Amduat.
La mummia del re, all'atto della scoperta della sua tomba, era già stata rinvenuta, all'interno di uno dei suoi sarcofagi lignei originali privato completamente, tuttavia, della laminatura in oro, nel deposito (cache) DB320 di Deir el-Bahari: il corpo del re, pesantemente danneggiato (la testa era staccata e le gambe spezzate), era stato ri-bendato ed erano stati applicati alle fasciature quattro remi per tenerlo dritto. Alcuni frammenti del sudario originale recavano ancora tracce di testi tratti dal Libro dei Morti. Erano stati asportati tutti i monili e un largo squarcio sul torace (causato in epoca moderna dai tombaroli che, per primi, avevano scoperto DB320) indicava il tentativo di recuperare lo scarabeo che normalmente veniva posto all'altezza del cuore. Grafton Elliot Smith rinvenne, tra le bende, due strisce in oro, corniole, frammenti di lapislazzuli, perline in feldspato mentre recenti indagini ai Raggi X hanno consentito di appurare la presenza, sul braccio destro, di un bracciale.

## Galleria d'immagini

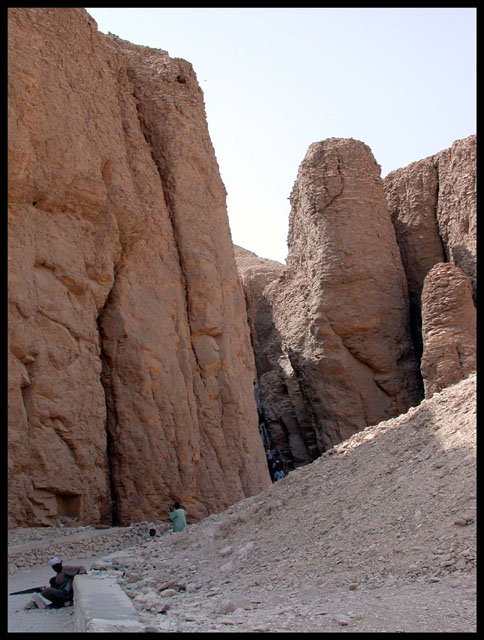
La stretta valle in cui si trova la KV34
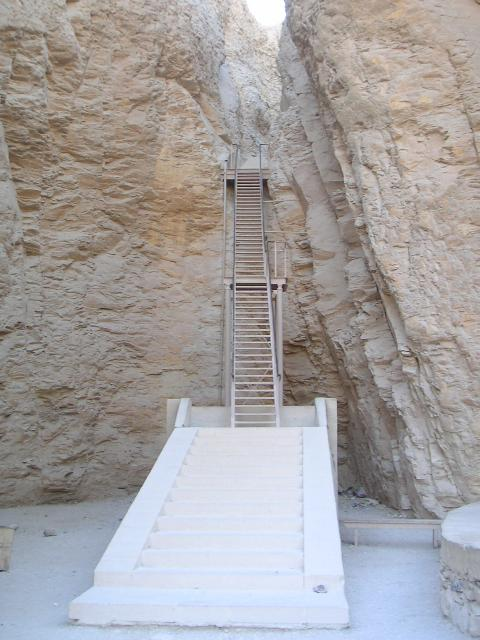
La ripida scalinata che conduce all'ingresso della KV34
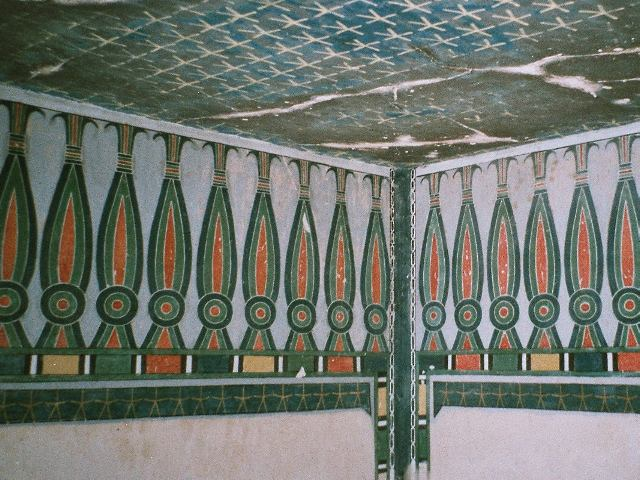
Decorazione con fregio kheker nel pozzo verticale (e)
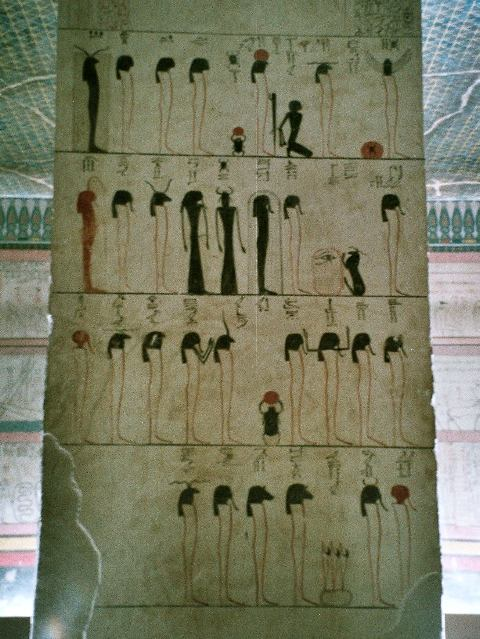
Atum-If-Ra[N 9], primo a sinistra nel quarto registro, con altre divinità
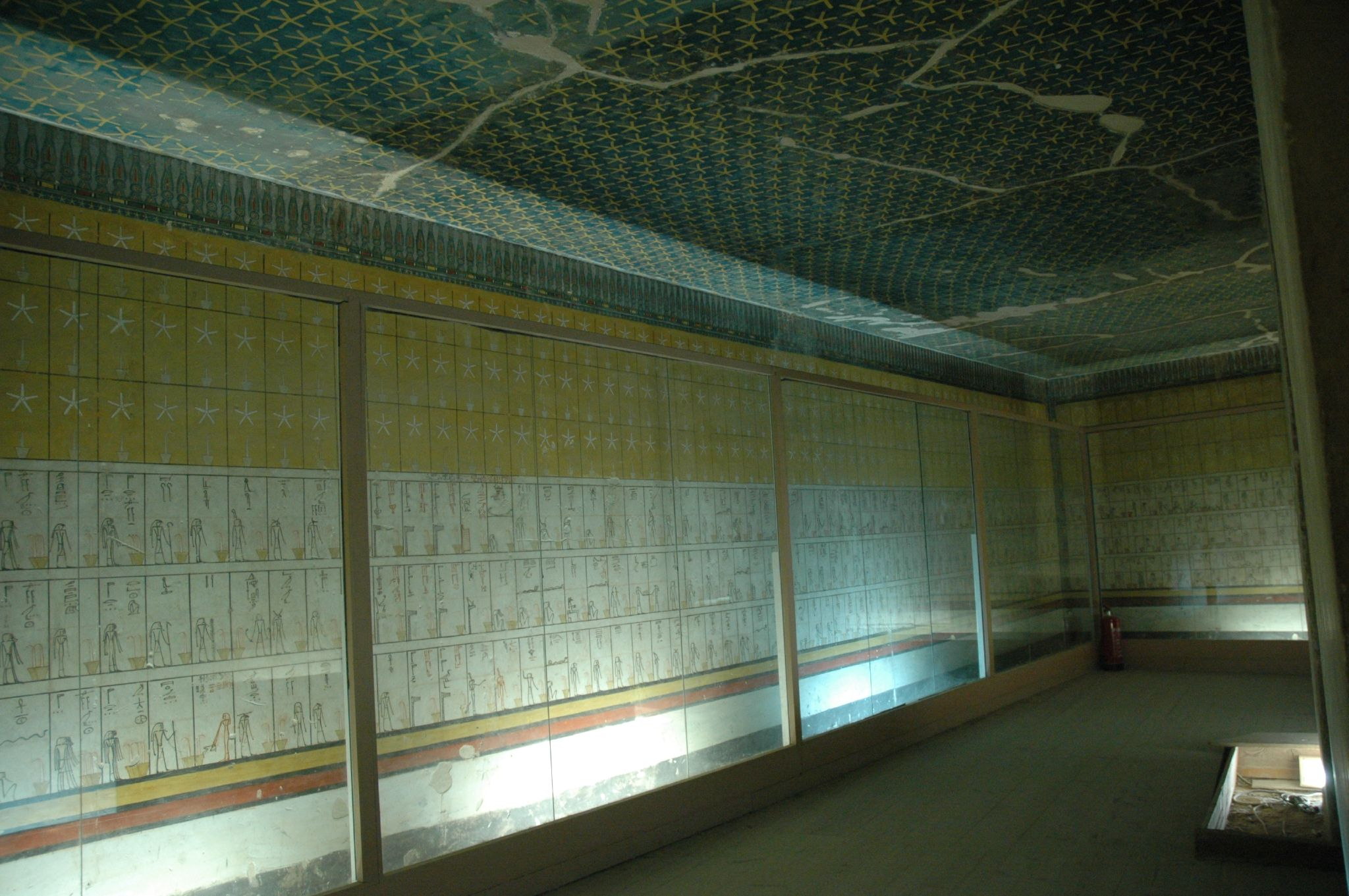
I riquadri con le 765 divinità dell'Amduat, nell’anticamera (f) di KV34
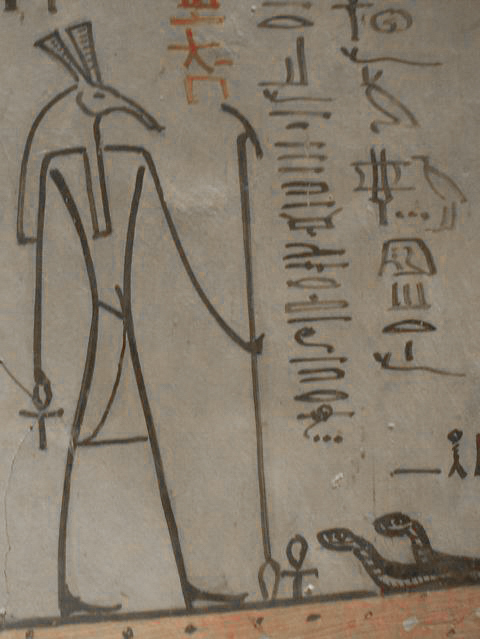
Il dio Seth affronta il serpente Nehahor
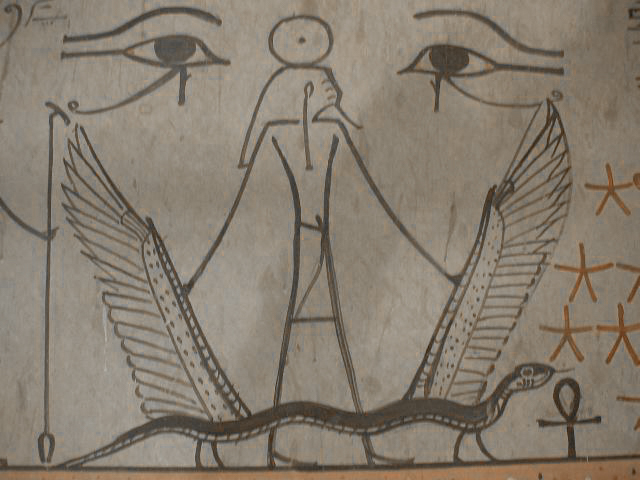
Libro dell'Amduat, XI ora, Atum separa le ali del serpente per consentire al sole di illuminare il mondo
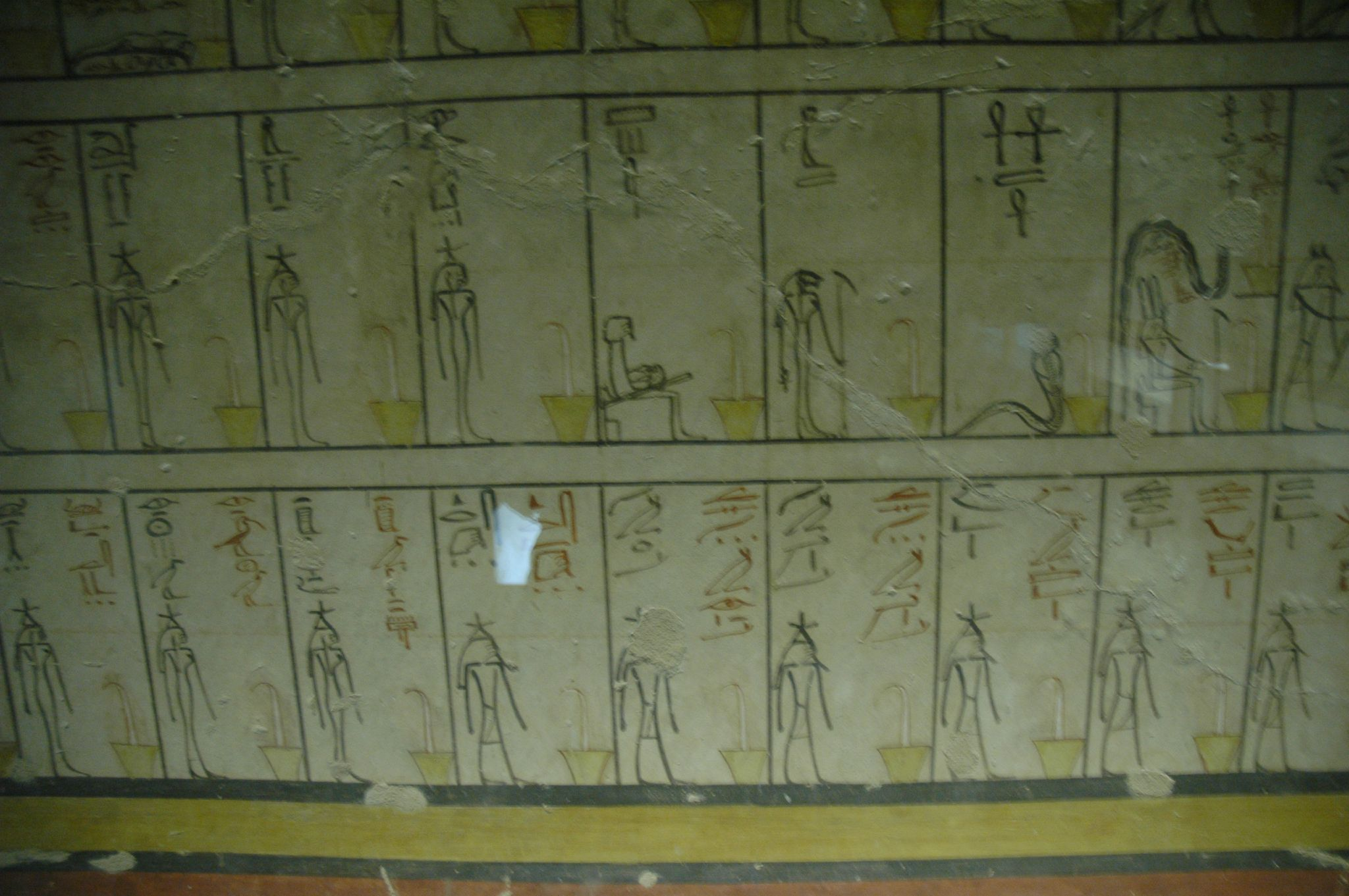
Alcune delle 765 divinità dell’Amduat, dall’anticamera (f) di KV34
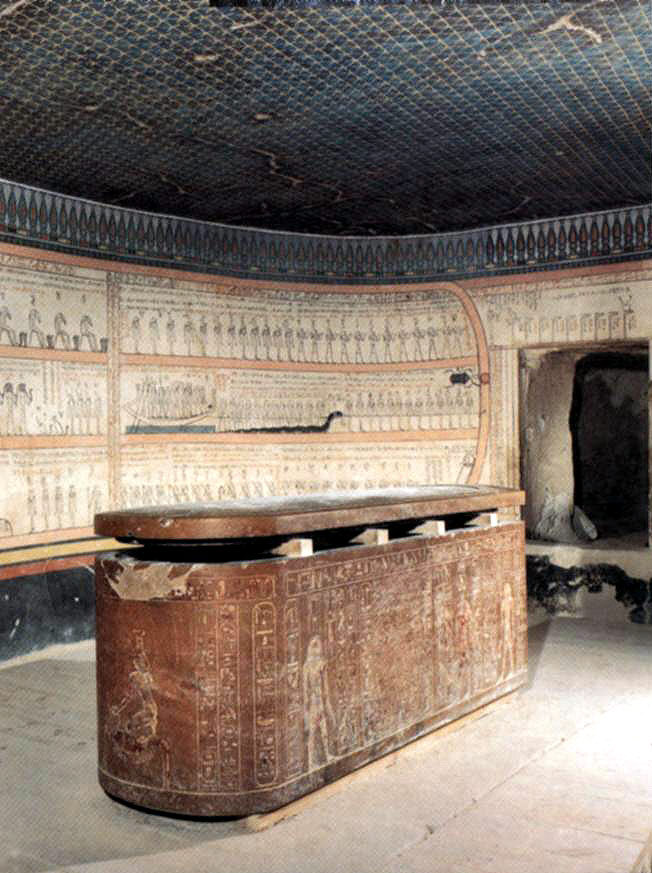
Il sarcofago in quarzite rossa di Thutmosi III (g)
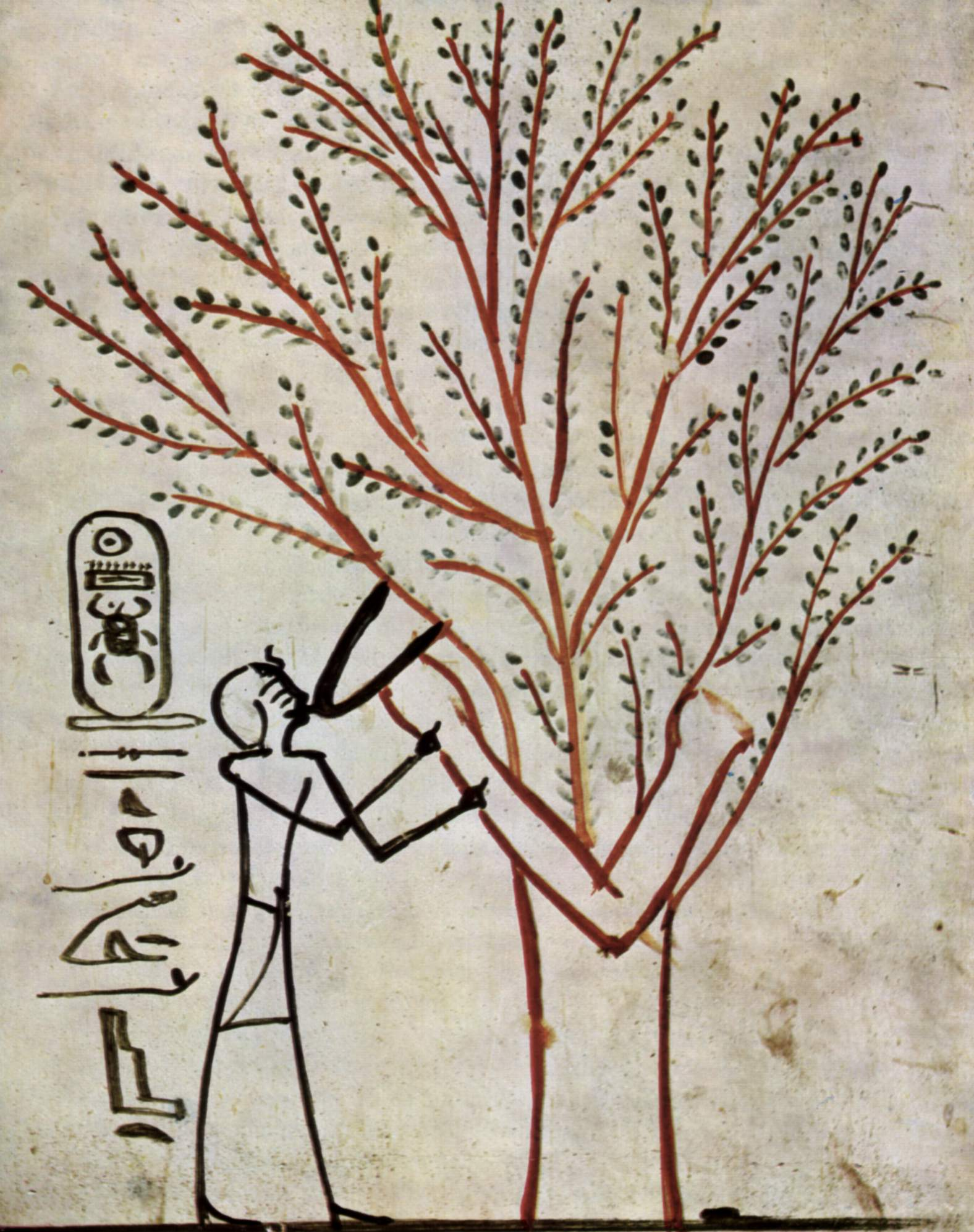
Thutmosi allattato dall’albero

### Annotazioni
1. ↑  Le tombe vennero classificate nel 1827, dalla numero 1 alla 22, da John Gardner Wilkinson in ordine geografico. Dalla numero 23 la numerazione segue l’ordine di scoperta.
2. ↑  Thutmosi III, figlio di Thutmosi II e della regina secondaria Iset, divenne nominalmente re alla morte del padre, ma, data la giovane età, il trono venne assunto dalla Grande sposa reale Hatshepsut che, successivamente, assunse il titolo pieno di faraone. Thutmosi III assunse effettivamente il trono alla scomparsa di Hatshepsut dopo circa 22 anni di regno. Sue furono diciassette, o forse diciotto, campagne militari ai confini del Paese che gli valsero il soprannome di Napoleone d’Egitto.
3. ↑  Georges Daressy (1864-1938). Egittologo francese.
4. ↑  Paul Bucher (1887-1966), egittologo francese, specializzato in epigrafia.
5. ↑  Il fatto che tali pozzi fossero decorati al loro interno (vedi anche KV43 o KV57) ha fatto ipotizzare che si trattasse di tentativi per sviare l’attenzione di eventuali ladri che avrebbero potuto interpretare quello come vera e propria tomba e non proseguire nelle loro ricerche. Non escludendo tale utilizzo, sotto l’aspetto più pratico, tali pozzi avevano il compito di proteggere le parti più profonde dalle inondazioni costituendo, cioè, un vero serbatoio di accumulo delle acque piovane.
6. ↑  Si tratta di un fregio lineare e geometrico che rappresenta, talvolta, un tetto di abitazione visto dall'interno, o la trama di un tappeto, o stilizzazione di stuoie appese alle pareti.
7. ↑  I depositi di fondazione sono attestati fin dall’Antico Regno ed erano collocati con intento consacratorio della struttura (tempio, edificio sacro, tomba) cui erano destinati. Di solito contenevano oggetti miniaturizzati usati per le costruzioni (mattoni zappe, picconi, pale) o di carattere cultuale (amuleti, incenso, kohl), o offerte di piccoli animali o prodotti solidi e liquidi.
8. ↑  Grafton Elliott Smith (1871-1937), anatomista ed egittologo australiano.
9. ↑  Incarnazione di Atum-Ra, rappresentato da una divinità con testa di ariete nera, che alla settima ora della notte, affrontava il serpente Nehahor, particolare manifestazione di Apopi, che tentava d impedire la rigenerazione del sole. Sconfitto Nehahor, Atum-If-Ra proseguiva nel suo cammino fino a risorgere al mattino come Kheper, una delle manifestazioni di Ra-Horakhti.

### Fonti
1. ↑  vedi: informazioni turistiche
2. ↑  Theban Mapping Project
3. 1 2 3  Theban Mapping Project.
4. ↑  Alberto Siliotti, Guida alla Valle dei Re, Vercelli, White Star, 2000, p. 30.
5. ↑  Nicholas Reeves e Richard Wilkinson, The complete valley of the Kings, New York, Thames & Hudson, 2000, p. 98.
6. 1 2 3 4 5  Reeves e Wilkinson (2000), p. 98.
7. ↑  Alberto Siliotti (2000), p. 31.
8. 1 2 3 4  Reeves e Wilkinson (2000), p. 99.
9. ↑  Grafton Elliott Smith (1912), Catalogue général des antiquités égyptiennes du Musée du Caire - N° 61051-61100 The Royal Mummies-, Il Cairo, Impr. de l'Institut français d'archéologie orientale.
10. ↑  Oggi tali frammenti sono suddivisi tra il Museo egizio (Il Cairo) ed il Museum of Fine Arts (Boston)